# Roberto Anzolin
Roberto Anzolin (ur. 18 kwietnia 1938 w Valdagno, zm. 6 października 2017 tamże) – włoski piłkarz występujący na pozycji bramkarza, reprezentant Włoch, trener piłkarski.

## Kariera
Podczas kariery grał w takich klubach jak AC Marzotto, US Palermo, Juventus FC, Atalanta BC, Lanerossi Vicenza, AC Monza, AC Riccione oraz AC Juniorcasale. Jako gracz Juventus FC wywalczył mistrzostwo Włoch, Puchar Włoch, a także Coppa delle Alpi. W 1966 roku rozegrał jeden mecz w reprezentacji Włoch. Jako rezerwowy bramkarz wziął udział w Mistrzostwach Świata 1966. W latach 1980–1983 i 1996–1997 pracował jako szkoleniowiec klubów z niższych kategorii rozgrywkowych. Po przebytym w 1997 roku zawale serca wycofał się z działalności w piłce nożnej.

## Sukcesy
Juventus FC
- mistrzostwo Włoch: 1966/67
- Puchar Włoch: 1964/65
- Coppa delle Alpi: 1963